# هوفر جاي رايت
هوفر جاي رايت (بالإنجليزية: Hoover J. Wright)‏ هو مدرب كرة سلة أمريكي، ولد في يوليو 1928 في الخليل في الولايات المتحدة، وتوفي في 7 مارس 2003 في سايبرس في الولايات المتحدة.